# Helen Baxendale

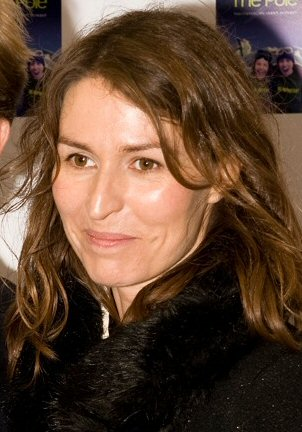
Helen Baxendale

Helen Baxendale (Wakefield, Yorkshire, 7 juni 1970) is een Engelse actrice.
Baxendale wilde als klein kind graag balletdanseres worden maar koos later voor acteren. Ze volgde een opleiding aan de Old Vic theaterschool in Bristol en werkte daarna van 1992 tot 1994 in het Citizens Theatre in Glasgow. 
In haar vaderland kreeg Baxendale bekendheid door haar rol van Dr. Claire Maitland in de BBC-serie Cardiac Arrest. In België en Nederland is ze vooral bekend als Rachel Bradley in de televisieserie Cold Feet. In 1998 speelde ze in 14 afleveringen van de Amerikaanse serie Friends. Naast haar werk voor theater en televisie speelde Baxendale ook in enkele films.